# 劉醇逸
劉醇逸（英語：John Chun Liu，即約翰·醇·劉；1967年1月8日—），生於臺灣的美國政治人物，為美國民主黨成員，曾任紐約市主計長，是第一個出任這個職位的臺灣裔、華裔與亞裔人士。2013年競選紐約市長失利，2018年期中選舉當選紐約州參議員。

## 生平
劉醇逸生於臺灣，五歲時隨其家人移民至美國紐約市，居住在皇后區之中的法拉盛，在此長大。他的父親至美國攻讀工商管理硕士，畢業後成為一名銀行出納員。為了紀念约翰·肯尼迪總統，他將劉醇逸的英文名字取為John。
2013年，劉醇逸宣布參與紐約市長選舉，為民主黨初選18位候選人之一。9月10日，在民主黨初選落敗。
2018年參選美國期中選舉成功當選紐約州參議員。

## 爭議
在2009年，曼哈頓聯邦檢察官調查劉在競選紐約市主計長時，曾接受非法外來資金的資助，全案尚在調查中。

## 家庭
其妻李迪儀，其子劉正龍。